# Фудбалска репрезентација Сент Винсента и Гренадина
Фудбалска репрезентација Сент Винсента и Гренадина (енгл. Saint Vincent and the Grenadines national football team) је фудбалски тим који представља Сент Винсент и Гренадине на међународним такмичењима под контролом Фудбалског савеза Сент Винсента и Гренадина који се налази у оквиру Карипске фудбалске уније и Конкакафа, члан ФИФА.

## Историја
Репрезентација званично игра на међународној арени од 1989. године, у својој историји се само једном квалификовала за велики турнир - Конкакафов златни куп 1996. године, где је изгубила од оба тима у својој подгрупи (0:5 од Мексика и 0:3 од Гватемале). Да би се пласирали на завршни турнир КОНКАКАФ златног купа, тим се такмичи у Купу Кариба. Највећи успех репрезентације Сент Винсента и Гренадина на овом турниру је друго место, остварено 1995. године.

## Такмичарска достигнућа

### Конкакафов златни куп
| Конкакафов златни куп | Конкакафов златни куп | Конкакафов златни куп | Конкакафов златни куп | Конкакафов златни куп | Конкакафов златни куп | Конкакафов златни куп | Конкакафов златни куп | Конкакафов златни куп |
| Година                | Коло                  | Позиција              | Ута.                  | Поб.                  | Нер.                  | Изг.                  | ГД                    | ГП                    |
| --------------------- | --------------------- | --------------------- | --------------------- | --------------------- | --------------------- | --------------------- | --------------------- | --------------------- |
| 1991.                 | Није учествовала      | Није учествовала      | Није учествовала      | Није учествовала      | Није учествовала      | Није учествовала      | Није учествовала      | Није учествовала      |
| 1993.                 | Није се квалификовала | Није се квалификовала | Није се квалификовала | Није се квалификовала | Није се квалификовала | Није се квалификовала | Није се квалификовала | Није се квалификовала |
| 1996.                 | Групна фаза           | 9.                    | 2                     | 0                     | 0                     | 2                     | 0                     | 8                     |
| 1998.                 | Није се квалификовала | Није се квалификовала | Није се квалификовала | Није се квалификовала | Није се квалификовала | Није се квалификовала | Није се квалификовала | Није се квалификовала |
| 2000.                 | Није се квалификовала | Није се квалификовала | Није се квалификовала | Није се квалификовала | Није се квалификовала | Није се квалификовала | Није се квалификовала | Није се квалификовала |
| 2002.                 | Није се квалификовала | Није се квалификовала | Није се квалификовала | Није се квалификовала | Није се квалификовала | Није се квалификовала | Није се квалификовала | Није се квалификовала |
| 2003.                 | Није учествовала      | Није учествовала      | Није учествовала      | Није учествовала      | Није учествовала      | Није учествовала      | Није учествовала      | Није учествовала      |
| 2005.                 | Није се квалификовала | Није се квалификовала | Није се квалификовала | Није се квалификовала | Није се квалификовала | Није се квалификовала | Није се квалификовала | Није се квалификовала |
| 2007.                 | Није се квалификовала | Није се квалификовала | Није се квалификовала | Није се квалификовала | Није се квалификовала | Није се квалификовала | Није се квалификовала | Није се квалификовала |
| 2009.                 | Није се квалификовала | Није се квалификовала | Није се квалификовала | Није се квалификовала | Није се квалификовала | Није се квалификовала | Није се квалификовала | Није се квалификовала |
| 2011.                 | Није се квалификовала | Није се квалификовала | Није се квалификовала | Није се квалификовала | Није се квалификовала | Није се квалификовала | Није се квалификовала | Није се квалификовала |
| 2013.                 | Није се квалификовала | Није се квалификовала | Није се квалификовала | Није се квалификовала | Није се квалификовала | Није се квалификовала | Није се квалификовала | Није се квалификовала |
| 2015.                 | Није се квалификовала | Није се квалификовала | Није се квалификовала | Није се квалификовала | Није се квалификовала | Није се квалификовала | Није се квалификовала | Није се квалификовала |
| 2017.                 | Није се квалификовала | Није се квалификовала | Није се квалификовала | Није се квалификовала | Није се квалификовала | Није се квалификовала | Није се квалификовала | Није се квалификовала |
| 2019.                 | Није се квалификовала | Није се квалификовала | Није се квалификовала | Није се квалификовала | Није се квалификовала | Није се квалификовала | Није се квалификовала | Није се квалификовала |
| 2021.                 | Није се квалификовала | Није се квалификовала | Није се квалификовала | Није се квалификовала | Није се квалификовала | Није се квалификовала | Није се квалификовала | Није се квалификовала |
| Укупно                | Групна фаза           | 1/16                  | 2                     | 0                     | 0                     | 2                     | 0                     | 8                     |

| Сент Винсент и Гренадини на златном купу | Сент Винсент и Гренадини на златном купу                                  |
| ---------------------------------------- | ------------------------------------------------------------------------- |
| Прва утакмица                            | Мексико 5–0 Сент Винсент и Гренадини · (11. јануар 1996, Сан Дијего, САД) |
| Највећа победа                           | –                                                                         |
| Највећи пораз                            | Мексико 5–0 Сент Винсент и Гренадини · (11. јануар 1996, Сан Дијего, САД) |
| Најбољи резултат                         | Групна фаза на 1996.                                                      |
| Најлошији резултат                       | –                                                                         |

### Куп Кариба
| Куп Кариба | Куп Кариба            | Куп Кариба            | Куп Кариба            | Куп Кариба            | Куп Кариба            | Куп Кариба            | Куп Кариба            | Куп Кариба            |
| Година     | Коло                  | Позиција              | Ута.                  | Поб.                  | Нер.                  | Изг.                  | ГД                    | ГП                    |
| ---------- | --------------------- | --------------------- | --------------------- | --------------------- | --------------------- | --------------------- | --------------------- | --------------------- |
| 1989.      | Групна фаза           | 6.                    | 2                     | 0                     | 1                     | 1                     | 1                     | 3                     |
| 1990.      | Напустили             |                       | 2                     | 0                     | 0                     | 2                     | 2                     | 5                     |
| 1991.      | Није учествовала      | Није учествовала      | Није учествовала      | Није учествовала      | Није учествовала      | Није учествовала      | Није учествовала      | Није учествовала      |
| 1992.      | Групна фаза           | 8.                    | 3                     | 0                     | 0                     | 3                     | 1                     | 4                     |
| 1993.      | Групна фаза           | 8.                    | 3                     | 0                     | 0                     | 3                     | 4                     | 10                    |
| 1994.      | Није се квалификовала | Није се квалификовала | Није се квалификовала | Није се квалификовала | Није се квалификовала | Није се квалификовала | Није се квалификовала | Није се квалификовала |
| 1995.      | Финалисти             | 2.                    | 5                     | 3                     | 1                     | 1                     | 13                    | 11                    |
| 1996.      | Групна фаза           | 7.                    | 3                     | 0                     | 1                     | 2                     | 2                     | 7                     |
| 1997.      | Није се квалификовала | Није се квалификовала | Није се квалификовала | Није се квалификовала | Није се квалификовала | Није се квалификовала | Није се квалификовала | Није се квалификовала |
| 1998.      | Није се квалификовала | Није се квалификовала | Није се квалификовала | Није се квалификовала | Није се квалификовала | Није се квалификовала | Није се квалификовала | Није се квалификовала |
| 1999.      | Није се квалификовала | Није се квалификовала | Није се квалификовала | Није се квалификовала | Није се квалификовала | Није се квалификовала | Није се квалификовала | Није се квалификовала |
| 2001.      | Није се квалификовала | Није се квалификовала | Није се квалификовала | Није се квалификовала | Није се квалификовала | Није се квалификовала | Није се квалификовала | Није се квалификовала |
| 2005.      | Није се квалификовала | Није се квалификовала | Није се квалификовала | Није се квалификовала | Није се квалификовала | Није се квалификовала | Није се квалификовала | Није се квалификовала |
| 2007.      | Групна фаза           | 6.                    | 3                     | 1                     | 0                     | 2                     | 2                     | 4                     |
| 2008.      | Није се квалификовала | Није се квалификовала | Није се квалификовала | Није се квалификовала | Није се квалификовала | Није се квалификовала | Није се квалификовала | Није се квалификовала |
| 2010.      | Није се квалификовала | Није се квалификовала | Није се квалификовала | Није се квалификовала | Није се квалификовала | Није се квалификовала | Није се квалификовала | Није се квалификовала |
| 2012.      | Није се квалификовала | Није се квалификовала | Није се квалификовала | Није се квалификовала | Није се квалификовала | Није се квалификовала | Није се квалификовала | Није се квалификовала |
| 2014.      | Није се квалификовала | Није се квалификовала | Није се квалификовала | Није се квалификовала | Није се квалификовала | Није се квалификовала | Није се квалификовала | Није се квалификовала |
| 2017.      | Није се квалификовала | Није се квалификовала | Није се квалификовала | Није се квалификовала | Није се квалификовала | Није се квалификовала | Није се квалификовала | Није се квалификовала |
| укупно     | Финалиста             | 7/19                  | 21                    | 4                     | 3                     | 14                    | 25                    | 44                    |

### КОНКАКАФ лига нација
| КОНКАКАФ лига нација | КОНКАКАФ лига нација | КОНКАКАФ лига нација | КОНКАКАФ лига нација | КОНКАКАФ лига нација | КОНКАКАФ лига нација | КОНКАКАФ лига нација | КОНКАКАФ лига нација | КОНКАКАФ лига нација | КОНКАКАФ лига нација | КОНКАКАФ лига нација |
| Сезона               | Дивизија             | Група                | Ута                  | Поб.                 | Нер.*                | Изг.                 | ГД                   | ГП                   | П/И                  | ЗП                   |
| -------------------- | -------------------- | -------------------- | -------------------- | -------------------- | -------------------- | -------------------- | -------------------- | -------------------- | -------------------- | -------------------- |
| 2019/20              | Б                    | Д                    | 6                    | 3                    | 2                    | 1                    | 6                    | 4                    |                      | 17.                  |
| 2022/23              | B                    | У току               | У току               | У току               | У току               | У току               | У току               | У току               | У току               | У току               |
| Укупно               | Укупно               | Укупно               | 6                    | 3                    | 2                    | 1                    | 6                    | 4                    | 17.                  | 17.                  |